# Кашамбу, Элио
Э́лио Жералдо Кашамбу (порт.-браз. Hélio Geraldo Caxambu; 15 октября 1918, Кампинас — 12 сентября 1997, Сан-Паулу) — бразильский футболист, вратарь. Также являлся спортивным функционером.

## Карьера
Элио Кашамбу родился в Кампинасе, но когда ему было всего два года, семья переехала в Сан-Паулу. Он начал свою карьеру в молодёжном составе клуба «Португеза Деспортос» в начале 1930-х годов. Одновременно футболист работал, трудясь сначала маляром, а потом сотрудником лотерейного магазина Casa Fasanello. Вскоре Кашамбу стал играть за основной состав «Португезы», с которой смог выиграть два чемпионата штата Сан-Паулу, проводимых «Ассоциацией легкоатлетического спорта Сан-Паулу» (порт.-браз. Associação Paulista de Esportes Atléticos). В 1937 году он подписал контракт с клубом «Сан-Паулу», предложившим футболисту миллион рейс за подписание и 300 тысяч рейс заработной платы в месяц.
Кашамбу дебютировал в составе «Сан-Паулу» 8 августа 1937 года в матче с «Лузитано» (1:0). Спустя два года он был арендован клубом «Понте-Прета». Кашамбу возвратился в состав «Сан-Паулу» в 1941 году, однако проиграв конкуренцию со стороны Кинга покинул клуб. В 1943 году он выиграл свой последний чемпионат штата. Последний матч за команду Элио провёл 19 декабря 1943 года с «Воторатином» (3:2). Всего за клуб он сыграл 79 матчей (36 побед, семь ничьих и 36 поражений), по другим данным 80 матчей (36 побед, девять ничьих и 35 поражений). Кашамбу на следующий год возвратился в «Португезу», а завершил карьеру в «Жувентусе» в 1952 году.
В 1947 году Кашамбу основал «Профсоюз профессиональных спортсменов штата Сан-Паулу» (порт.-браз. Sindicato de Atletas Profissionais do Estado de São Paulo), где стал первым президентом. Целью создания организации футболист называл обсуждение общих проблем, самой основной из которых назывались долги по заработной плате. Деятельность профсоюза вызывала глубокое недовольство руководства многих клубов штата. Сам Кашамбу занимал пост президента до 1952 года, а потом до конца своей жизни активно участвовал в деятельности организации.

## Достижения
- Чемпион штата Сан-Паулу: 1935 (APEA), 1936 (APEA), 1943